# باتريك هيوز

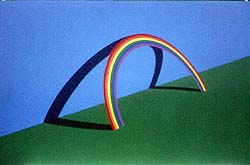
باتريك هيوز. Leaning on a Landscape, 1979 طبعة.

باتريك هيوز (بالإنجليزية: Patrick Hughes)‏ (ولد 20 أكتوبر 1939) هو فنان بريطاني يعمل في لندن، وهو مبتكر المنظور العكسي، وهم نظري على سطح ثلاثي البعد حيث الأجزاء في الصورة تبدو الأبعد مما هي عليه فيزيائياً. حصل على درجة الشرف في الدراسات العليا من جامعة لندن.